# Лионидзе

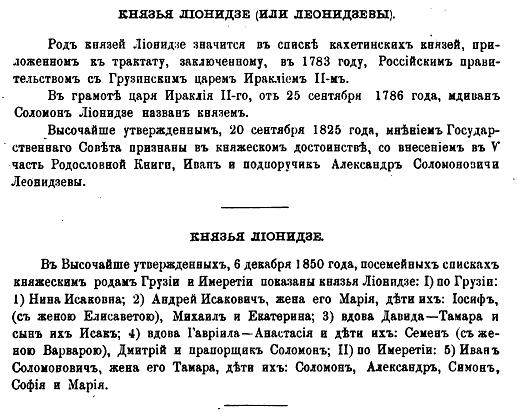
Лионидзе (Списки, стр. 50)

Лионидзе (груз. ლიონიძე) или Леонидзе (ლეონიძე) — грузинская дворянская семья из провинции Кахетия. В середине XVIII века Царь Ираклий II пожаловал роду княжеский титул. В соответствии с декретами 1825 и 1850 годов семья была признана в княжеском достоинстве Российской империи.